# Moneilema albopictum
Moneilema albopictum är en skalbaggsart som beskrevs av White 1856. Moneilema albopictum ingår i släktet Moneilema och familjen långhorningar. Inga underarter finns listade i Catalogue of Life.